# Helgoland
Helgoland (Noord-Fries: Deät Lun (Het Land), Engels: Heligoland, Duits: Helgoland) is een Duits eiland in de Noordzee. In het verleden is het eiland onderdeel geweest van Denemarken en van het Verenigd Koninkrijk, maar sinds 1890 is het Duits grondbezit. Het ligt aanzienlijk verder uit de kust dan de Oost-Friese Waddeneilanden, waar het niet toe gerekend wordt.
Het eiland is bekend vanwege het toerisme en het driejaarlijkse cultureel festival Friesen-droapen. De gemeente Helgoland maakt geen deel uit van het douanegebied van de Europese Gemeenschap. Op Helgoland wordt Helgolands ("Halunder freesk") gesproken, een Noord-Friese taal.

## Geografie
Helgoland ligt in de Duitse Bocht, relatief ver (circa 55 km) uit de kust in de Noordzee en het behoort tot de Duitse deelstaat Sleeswijk-Holstein en de Kreis Pinneberg. Het eiland meet 1,7 km² en telt 1.307 inwoners. Het beschikt over een klein strand, maar is vooral bekend om zijn roodgekleurde rotskust die 47 meter hoog uit zee omhoog rijst, en om de (nu door omvallen bedreigde) rotspunt de Lange Anna. Sinds de storm van 1720/21 bestaat het eigenlijk uit twee eilanden:
- Het hoofdeiland (Hauptinsel), met de herkenbare klif van Trias bontzandsteen, dat is onderverdeeld in Oberland en Unterland. Men kan vanaf het Unterland met een lift het Oberland bereiken.
- Düne, een met zand bedekte dagzoom van kalksteen uit het Jura. Het werd in 1720 bij een sterke storm door zandafslag van het hoofdeiland afgesplitst. Op de Düne ligt een vliegveld en er zijn twee bungalowparken.

## Verkeer en vervoer

### Veerdiensten
Helgoland heeft veerverbindingen met de volgende plaatsen en eilanden:
- Wilhelmshaven
- Büsum
- Hamburg
- Bremerhaven
- Cuxhaven
- Vanuit diverse havens varen boten of snelle catamarans als dagtocht, waaronder vanuit de Eemshaven, Emden en van de Oost-Friese eilanden Borkum en Norderney.

De verbinding met Wedel en sommige verbindingen met Hamburg, Büsum, Bremen, Cuxhaven en Hooksiel worden onderhouden met een catamaran, die tot aan de aanlegsteiger komt. Alle andere verbindingen worden onderhouden met een veerboot die buiten de haven voor anker gaat, waarna de passagiers en hun bagage in motorsloepen naar de aanlegsteiger worden vervoerd.

### Luchtvaart
Vanaf het vliegveld op Düne worden vliegverbindingen onderhouden met de volgende plaatsen:
- Büsum (OLT)
- Cuxhaven (OLT)

Vanaf het hoofdeiland Helgoland vaart overdag om het half uur een pendelbootje naar Düne en weer terug. De laatste overtocht vindt rond elf uur 's avonds plaats.

### Vervoer op het eiland

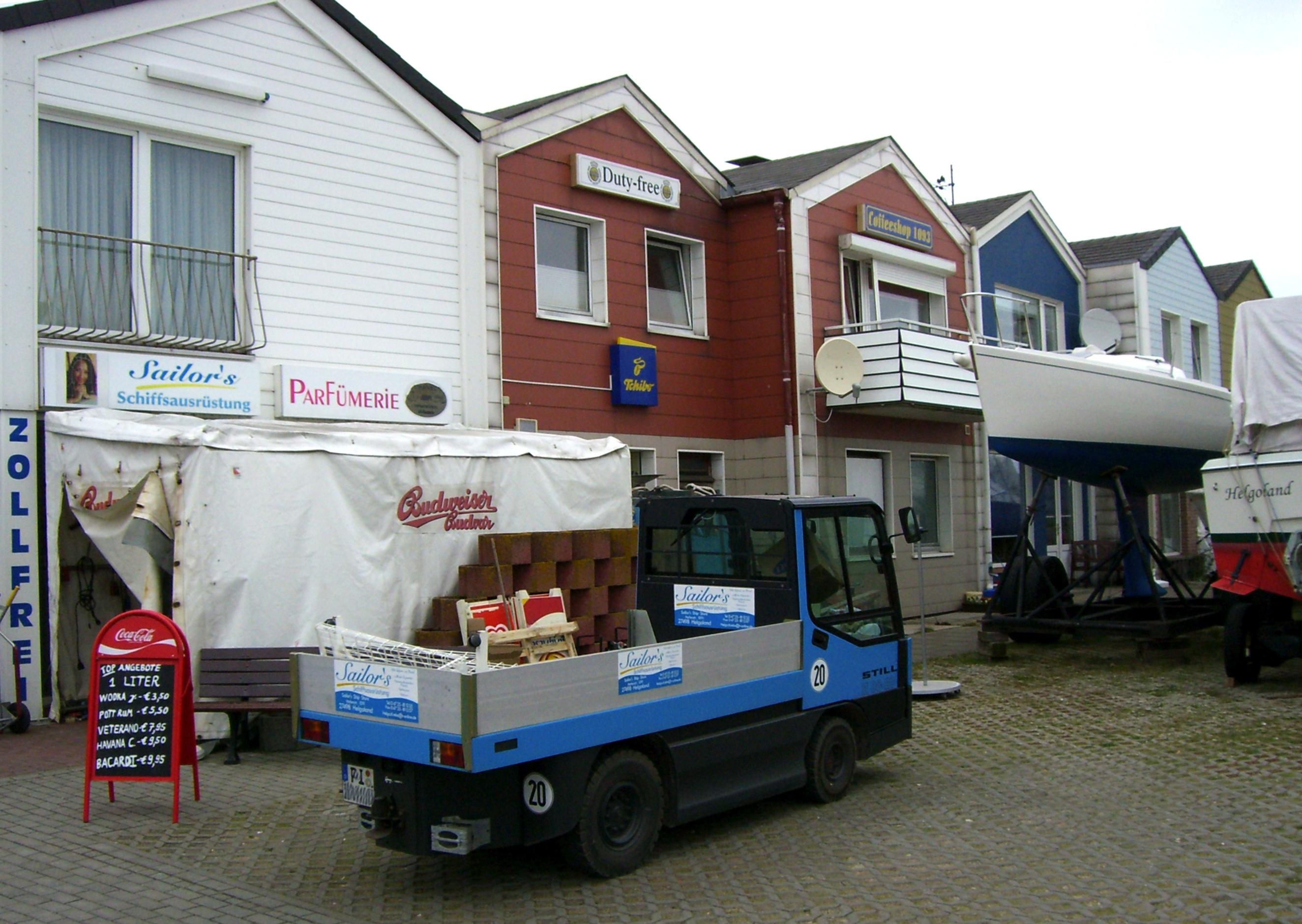
Elektrisch bestelwagentje, een van de weinige gemotoriseerde voertuigen op het eiland

Helgoland is grotendeels verkeersvrij: er zijn maar een paar auto's, en fietsen is er verboden. Er is een klein busje dat een rondrit over het eiland maakt. Er zijn ook enkele elektrische voertuigen die als bestelwagen dienstdoen.
Begin 2007 werd bekend dat de plaatselijke politie een auto tot haar beschikking zou krijgen.

## Naam
Het eiland stond mogelijk in de tijd van de missionarissen Willibrord (rond 700) en Liudger (rond 785) bekend als Fositesland, omdat het een hoge mate van verering kende van de Friese god Fosite. De naam betekent waarschijnlijk oorspronkelijk heilig land. Ook wordt het eiland wel in verband gebracht met de woonplaats van de god Fosite. Het zou dan de plaats zijn waar deze in de sage van de twaalf asega's de Friese vrijheid redde. In het lokale Fries (het Helgolands) wordt het eiland eenvoudigweg Lunn genoemd, "land".

## Geschiedenis

Helgoland in 800, 1300 en 1649

Helgoland werd rond 4000 v.Chr. een eiland door het stijgen van de zeespiegel na de laatste ijstijd. Er woonden al in het Neolithicum mensen die enige resten hebben achtergelaten. Er wordt verhaald dat rond 700 de Friese koning Radbod op het eiland een tijd zijn zetel had. In de 8e of 9e eeuw werd het eiland vanuit (waarschijnlijk Oost-)Friesland gekoloniseerd. De huidige bewoners spreken nog steeds een Noord-Fries dialect, het Helgolands of Halunder Freesk. Het werd ingelijfd bij het Vikingrijk en werd in de tijd van de Hanze vooral bekend als piratennest.

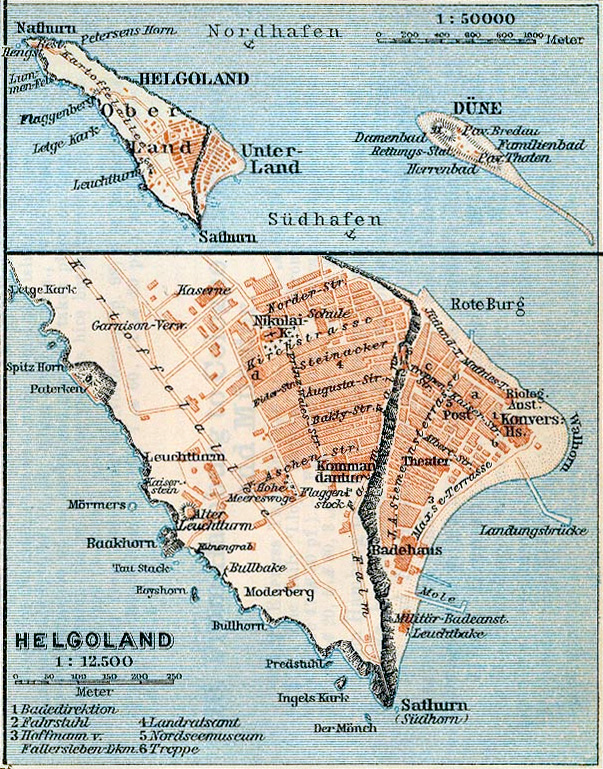
Helgoland in 1910

Het eiland bleef tot 1814 (Vrede van Kiel) tot Denemarken behoren. De Britten veroverden het eiland in 1807 op de Denen. Het strategisch belangrijke eiland was vervolgens het domein van smokkelaars maar begon vanaf 1828 ook een toeristenbestemming te worden. In 1890 kwam British Heligoland in het kader van het Zanzibarverdrag (Berlijn, 1 juli) aan Duitsland, dat in ruil het Oost-Afrikaanse Zanzibar en Wituland aan de Britten liet. Keizer Wilhelm II bouwde Helgoland uit tot marinesteunpunt en dat bleef het tot na de Tweede Wereldoorlog. In de Eerste Wereldoorlog werden alle bewoners gedwongen het eiland te verlaten. In juni 1943 werden door een vliegtuig van de RAF, dat terugkeerde van een missie boven het vasteland van Duitsland, enkele bommen afgeworpen. Kort voor het einde van de oorlog in 1945, toen de Britse troepen reeds voor Bremen stonden, probeerden vijftien Helgolanders, onder wie Erich Friederichs, contact met de Britten op te nemen, om te voorkomen dat hun eiland door een bombardement zou worden vernietigd. Door verraad werden zij op 18 april door de Gestapo gearresteerd. Op 21 april werden 7 van hen in Cuxhaven geëxecuteerd. Op 18 april voerden duizend vliegtuigen van de Royal Air Force een vernietigend bombardement uit, waarbij circa zevenduizend bommen werden afgeworpen, waardoor het eiland onbewoonbaar werd en de bevolking moest worden geëvacueerd. De Royal Air Force gebruikte het voor schietoefeningen. In 1947 bliezen de Britten de bunkers en militaire voorzieningen met liefst 6.700 ton explosieven op. In 1952 mocht de bevolking na lang aandringen terugkeren. Sindsdien leeft het eiland hoofdzakelijk van het toerisme, dat mede wordt gevoed door de accijnsvrije verkoop van zaken als sigaretten, parfum en alcoholica.
Op Helgoland dichtte August Heinrich Hoffmann von Fallersleben in 1841 het Duitse volkslied, Das Lied der Deutschen.
Op 26 juni 2011 verwierp de bevolking van Helgoland in een referendum met 54% het sedert 2008 uitgewerkte plan om Helgoland en de Düne opnieuw met elkaar te verbinden. Aanleiding hiervoor was het steeds groter wordende plaatsgebrek.

## Natuur

### Fauna
Het eiland geniet aanzienlijke faam bij natuur- en vooral vogelliefhebbers omdat het een belangrijke broed- en pleisterplaats is voor zeevogels uit het Noordzeegebied en voor trekvogels van verder noordelijk. Er broeden onder andere de zeekoet, de drieteenmeeuw, de kleine en grote mantelmeeuw, de alk, de Noordse stormvogel en de jan-van-gent in de periode juni–juli.
In het najaar is het een tussenstop voor vogels die meer naar het zuiden trekken. Hierdoor zijn er al 400 vogelsoorten waargenomen.
Zangvogels die op het eiland worden waargenomen zijn onder andere sijs, barmsijs, tapuit, rietgors, spreeuw, graspieper, keep, merel, goudhaantje, lijster, blauwstaart, Sperwergrasmus, witkopstaartmees, bladkoning, ijsgors, paapje, geelgors, ringmus en verschillende vinken.
Ook de boomvalk, het bokje en de rotgans komen voor.
Het eiland kent een natuurgebied dat 1 ha groot is, het is de dichtstbevolkte broedplaats van vogels in Duitsland. Begin juni kan men hier de lummensprong waarnemen. Dit is de sprong waarbij jonge zeekoeten die nog niet kunnen vliegen, 50 meter naar beneden springen.
De Helgolandse huismuis is een opvallende soort door zijn rode vacht, een schutkleur bij de rode rotsen. Binnen afgebakende zones lopen op het eiland wilde geiten rond.
Het gehele jaar door is er een kolonie zeehonden aanwezig op het nabijgelegen eilandje Düne.

### Flora
Door de aanwezigheid van rode zandsteen, krijt en kalksteen groeien er planten zoals de wilde kool.
Het eiland kent grote struiken en bomen. Duindoorn, braam en rozenbottel dragen bij aan een uitgebreide vogelstand.

### Geologie
Het eiland staat bekend om zijn rode vuursteen, die wereldwijd alleen hier en op het nabij gelegen eiland Düne gevonden kunnen worden. 

## Galerij

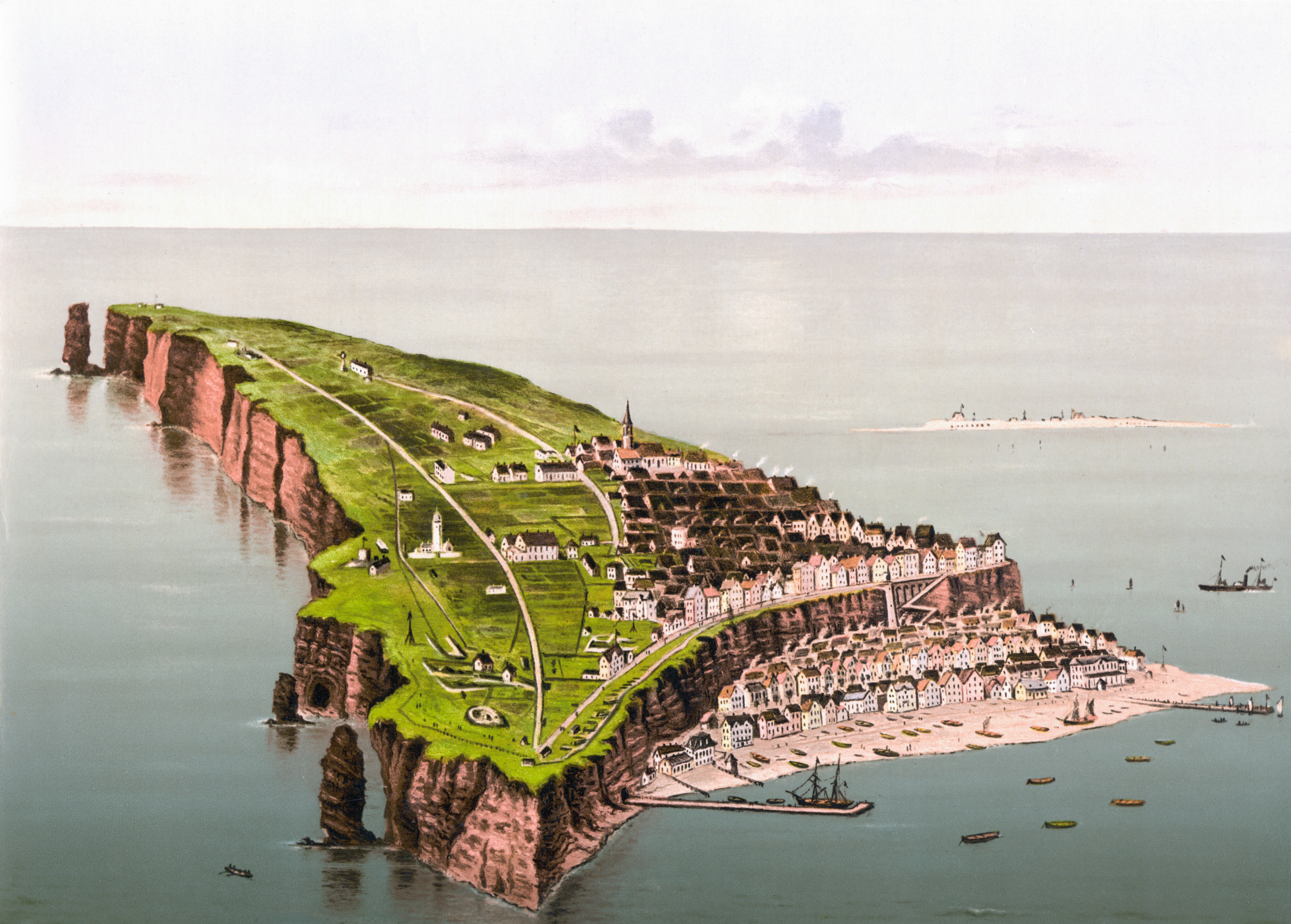
Helgoland rond 1900
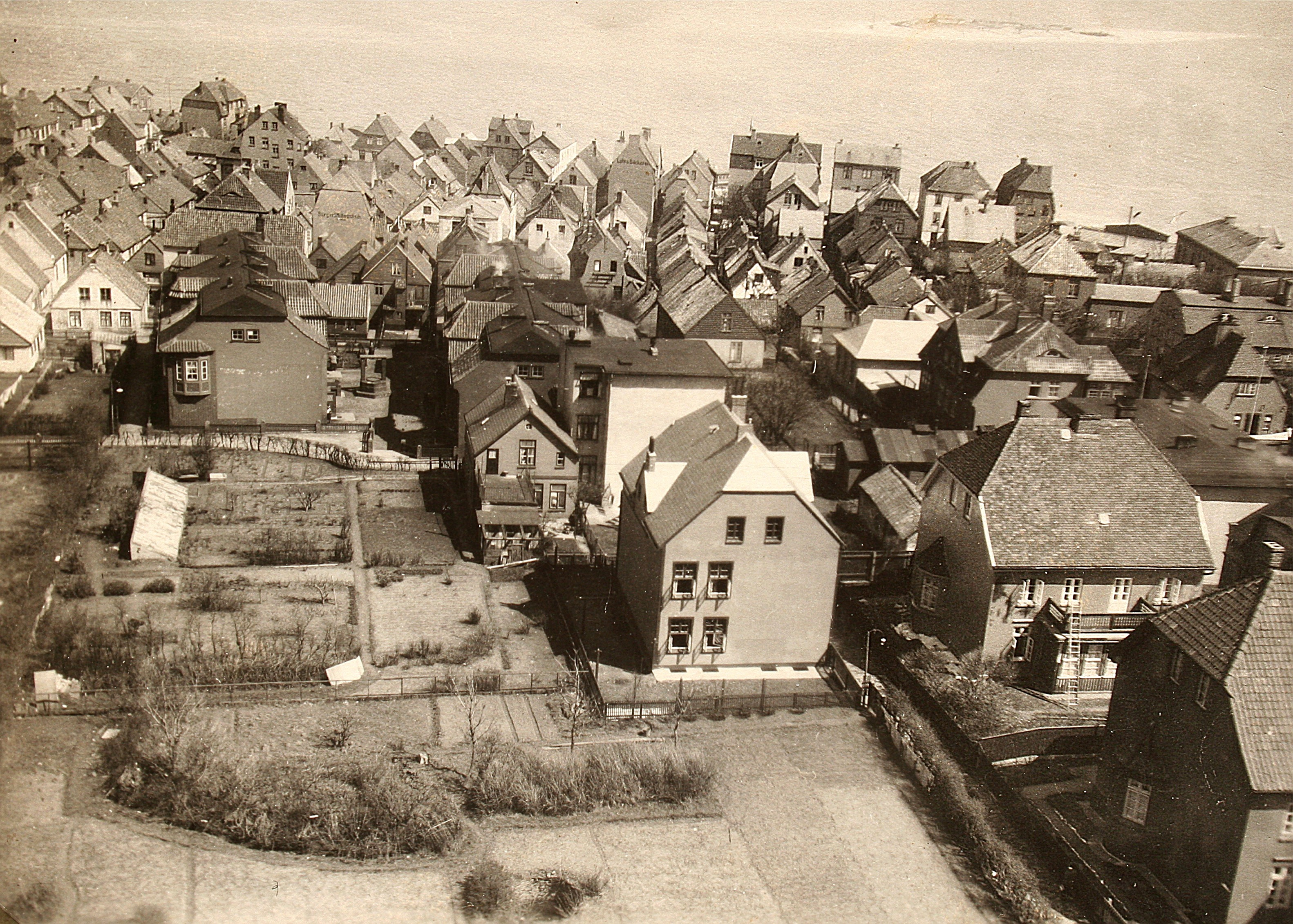
Oberland rond 1929/30
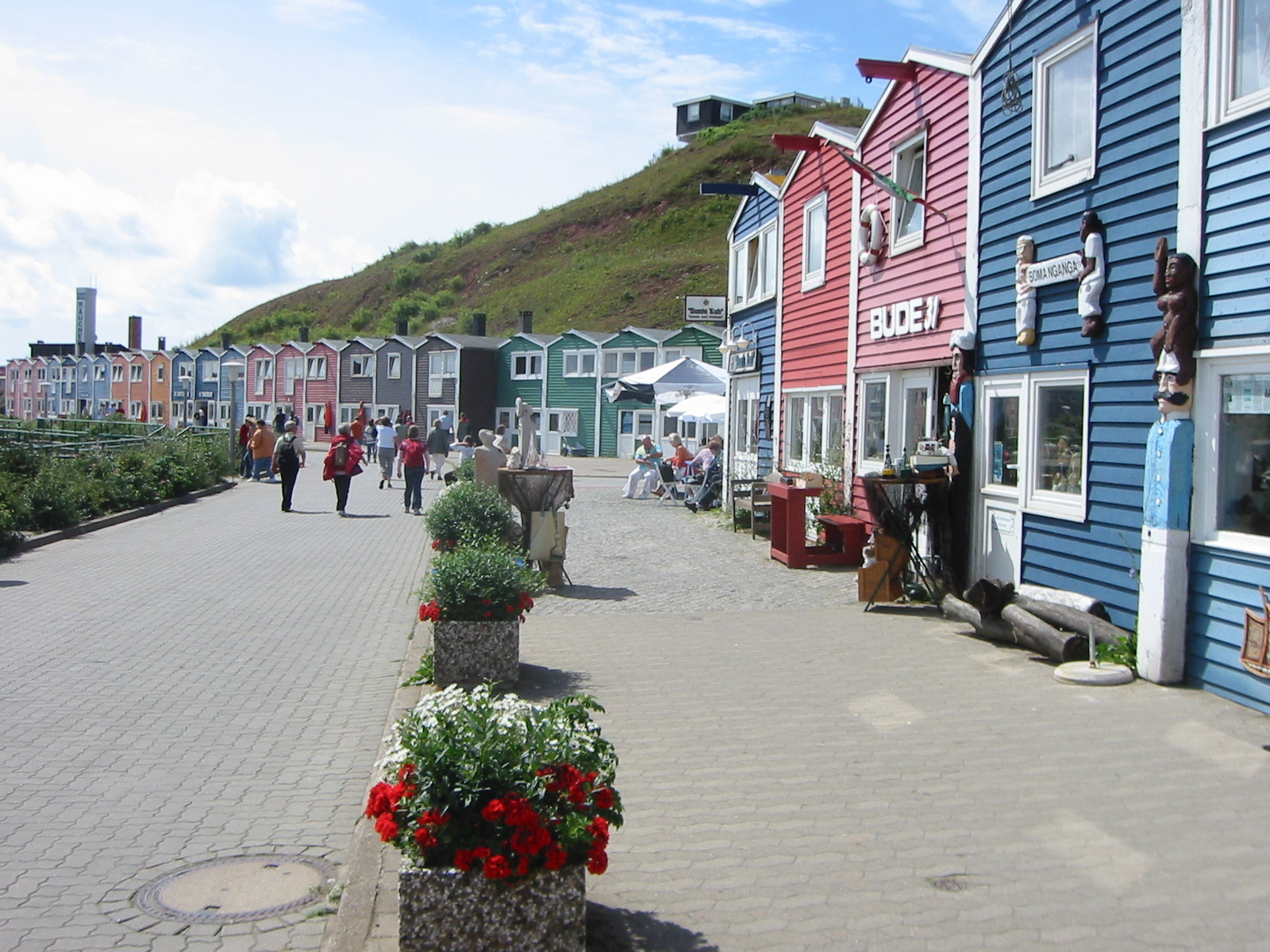
Plaatsje Hummerbuden
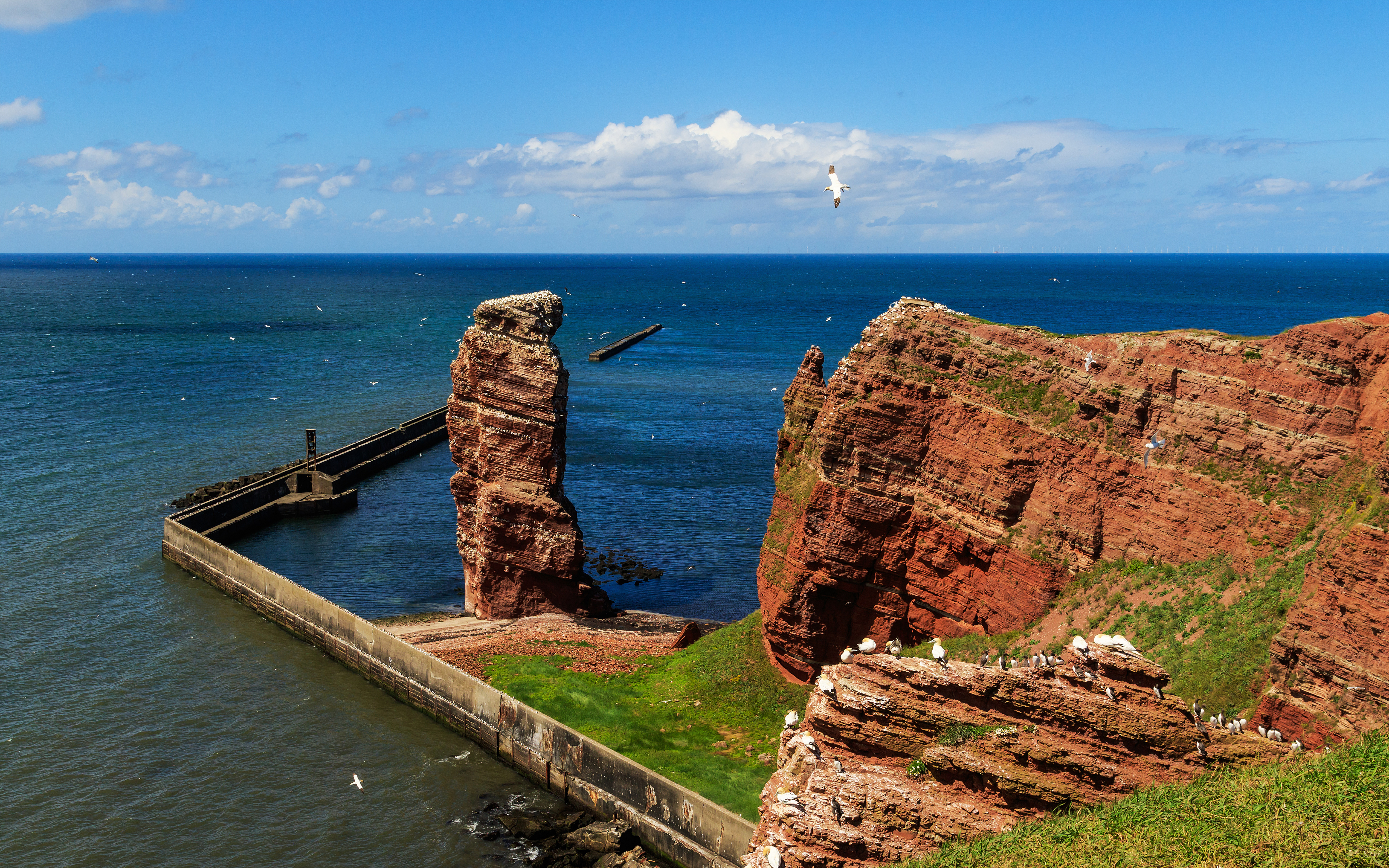
De rots „Lange Anna“
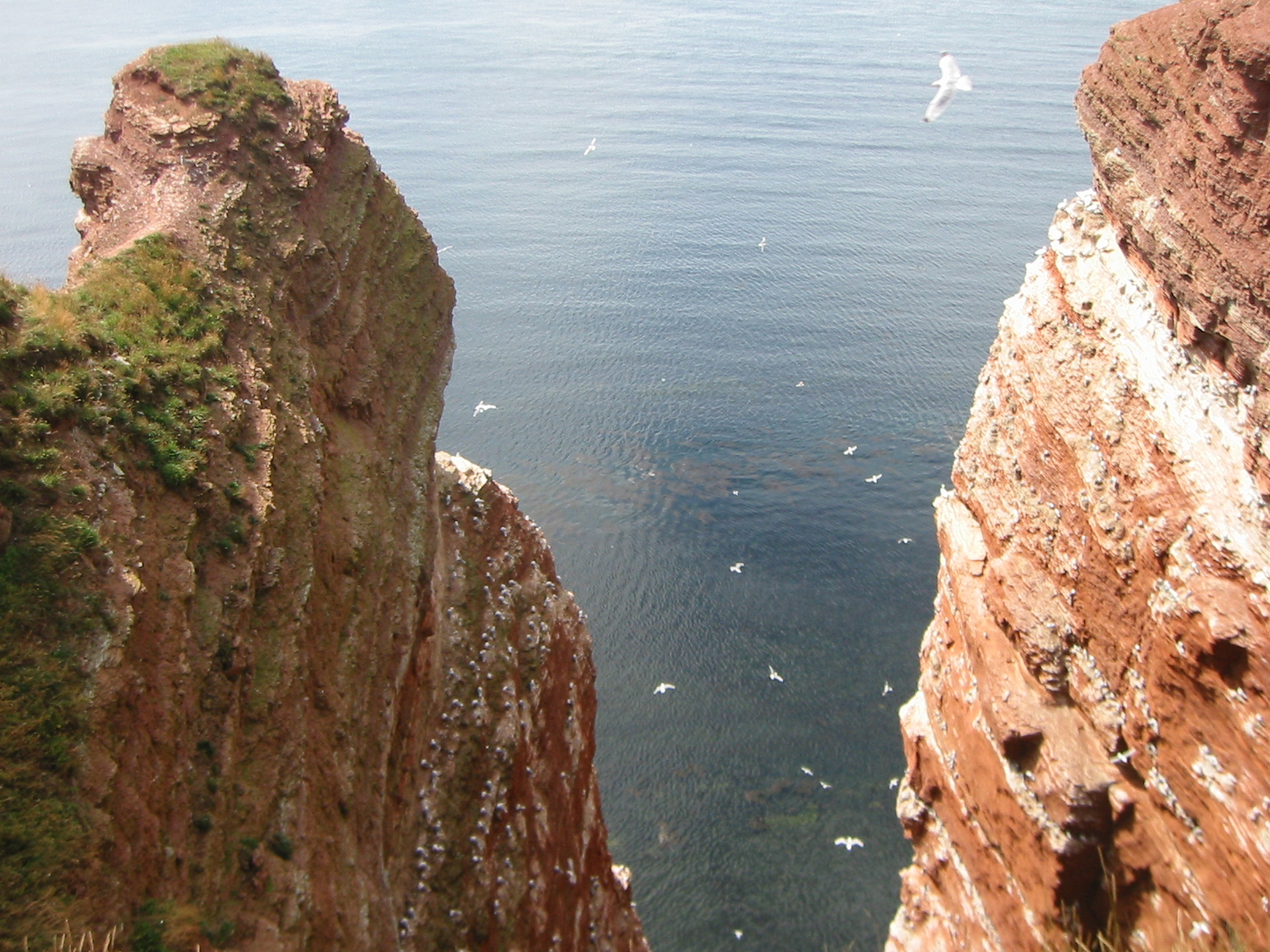
De rotskust van Helgoland
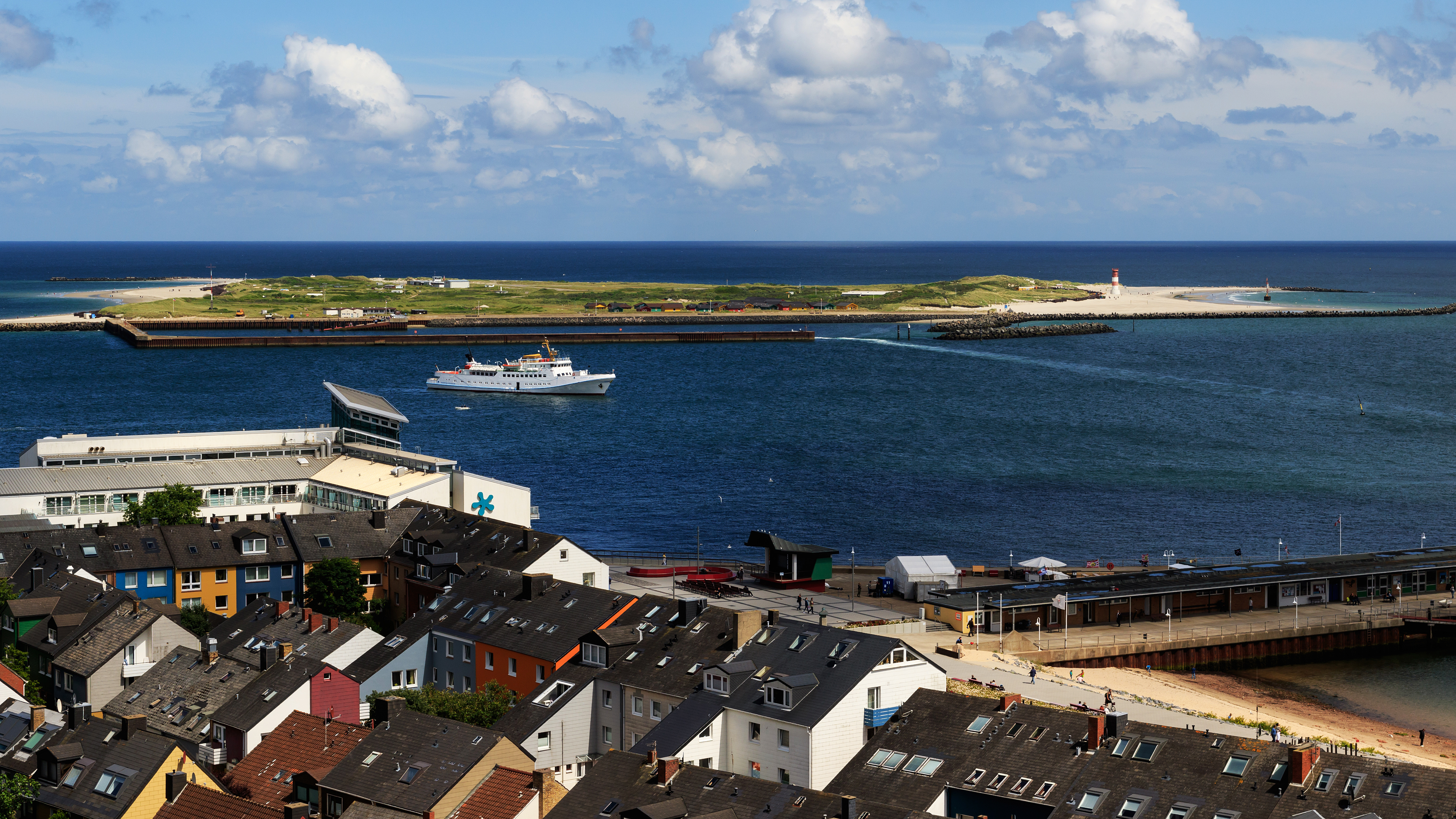
Unterland
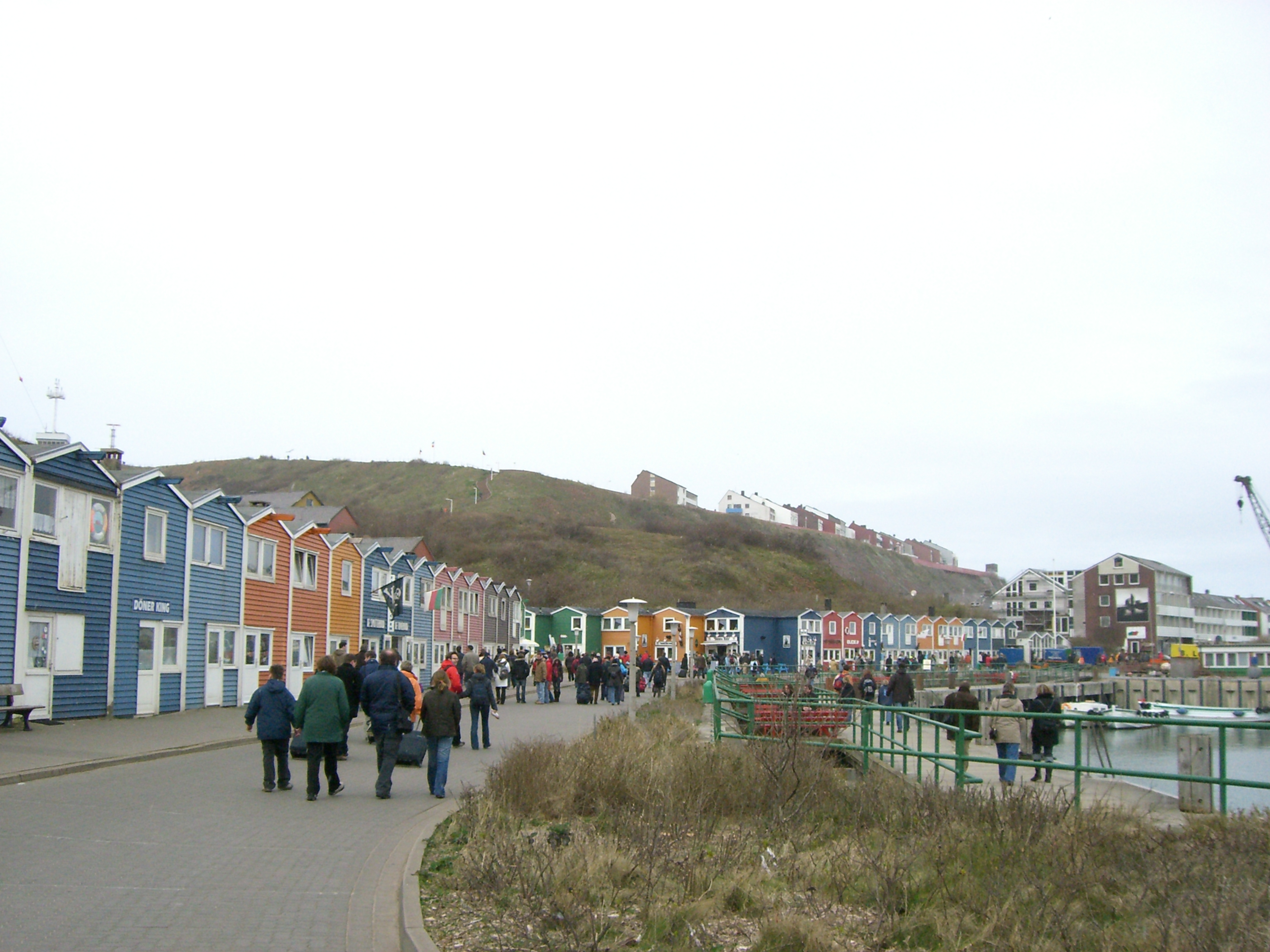
Unterland
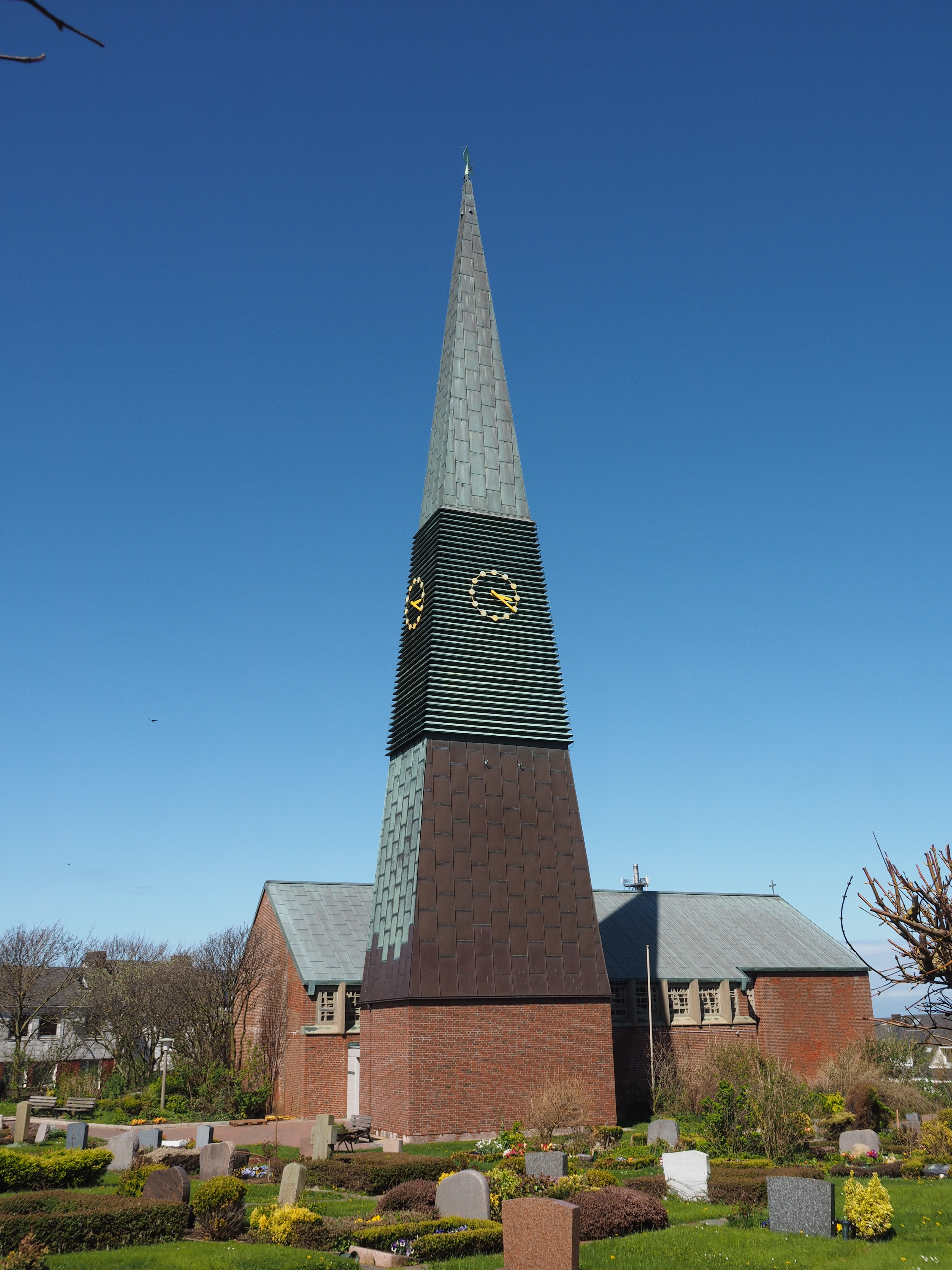
St.-Nicolai-Kirche